# 头盔显示器

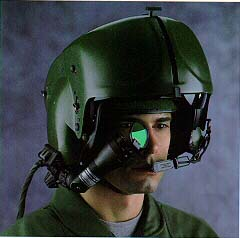
IHADSS頭盔顯示器

头盔显示器（Helmet-mounted display，缩写：HMD）是安裝於航空器飞行员头盔上的头戴显示设备。其显示的内容與平视显示器类似。头盔显示器被認為是第四代戰鬥機的標準配備，能大幅度提高飞行员的态势感知，增强感知周围环境和战斗状态的能力。某些型號的頭盔顯示器具有輔助武器瞄準的功能，稱作頭盔瞄準器（HMS, helmet-mounted sights），使飞行员能用过简单的转头动作，向飛彈等武器提示目標位置或引导发射导弹来攻击目标。

## 作用
头盔显示器一般设计有一下一些功能：

AH-64阿帕契直升機的飛行員正以頭盔瞄準器指示M230鏈炮轉向至目標方位。

- 通过飞行员转头的动作，快速引导弹头追踪飞行或者地面目标，并通过控制杆上的按钮发射导弹。相较于传统的平视显示器，飞行员需要通过机头瞄准目标，极大的提高了攻击效率。
- 在头盔显示器上显示空速、飞行高度、目标距离等重要信息，让飞行员在转头观察的时候，不需要不时回头查看仪表显示。
- 传送图像：
  - 确保弹头锁定的目标是需要攻击的对象，而不需要查看仪表显示。
  - 在视线不良的情况下，向飞行员传送地形图象。

结合先进的锁定系统，头盔显示器理论上可以攻击任何飞行员视线内的目标。使飞行员不需要操纵飞机做明显的机动，就能锁定目标发射武器，极大地提高的攻击效率以及战场的生存率。

## 歷史
1962年，休斯飛機公司推出了一款名為電眼（Electrocular）的一種小型陰極射線管頭戴式單眼顯示器，可將電視訊號投射到透明鏡片上。第一批配備實驗性簡易頭盔顯示器的飛機於20世紀60年代中期出現，主要用於輔助瞄準紅外線導引飛彈。1970年代初，美國將霍尼韋爾生產的“視覺化目標識別系統”（VTAS, Visual Target Acquisition System）使用於F-4J幽靈II戰鬥機，以及1974至1978年間舉行的空戰聯合測試與評估中的F-14雄貓式戰鬥機和F-15鷹式戰鬥機上。視覺化目標識別系統因其在輔助飛彈瞄準高離軸角度目標的優秀能力而受到讚揚，但美國後續並沒有進一步部署此系統，而僅將其整合到1969年配備AIM-9響尾蛇飛彈的新型F-4幽靈II戰鬥機。
在此期間，頭盔顯示器亦被應用於直升機上，如1985年展示的1架與IHADSS整合的AH-64阿帕契直升機。1975年，南非空軍的幻象3CZ型戰鬥機和幻象F1AZ型戰鬥機使用了南非國產的頭盔瞄準器，可輔助瞄準阿姆斯科的V3A紅外線導引飛彈。

## 技術
頭盔顯示器的概念雖然很簡單，但實際運用的技術及面臨的困難卻相當複雜，有許多變數：
- 精確度：飛行員視線和實際產生之提示訊號間的角度誤差。飛行員的眼睛和面罩上的十字線之間的線稱為飛機和預定目標之間的視線，頭盔的位置將決定武器瞄準的方位，因此使用者必須精確校準頭盔顯示器，使眼睛與視線保持一致，並將頭盔牢固地配戴在飛行員頭上。一篇研究顯示即便新式頭盔顯示器的硬體非常輕，但在9g的重力負載環境下，重心和相對重量的增加往往會導致飛行員的頭盔偏移，嚴重時甚至會使瞄準功能失效。[14]
- 延遲或轉換速率：頭盔和提示訊號間有多少時間延遲。
- 視野：視線能精準測量目標的角度範圍。
- 重量和平衡：頭盔總重量及其重心，這在飛行員進行高負載機動時尤其重要。重量可說是戰鬥機頭盔顯示器的設計師面臨的最大問題。但高負載機動對於直升機來說較為罕見，因此設計複雜的直升機頭盔顯示器較多。
- 安全性和駕駛艙相容性：包括與彈射椅的相容性。
- 光學特性：校準、清晰度、準直技術（英语：Collimated beam）、單眼與雙眼視覺的差異等。
- 耐用性和處理日常損耗的能力。
- 成本：包括整合系統和培訓人員花費。
- 飛行員頭部的適配性：飛行員的頭部形狀使得客製化頭盔設計成為飛行員是否能有效使用頭盔顯示器的關鍵因素。未校準或移位可能將導致影像不準確。

### 頭部追蹤
頭盔顯示器必須能以足夠的精度感應方向的變化，如仰角、方位角和轉動等，並且在某些情況下感應飛行員頭部相對於飛機機身的位置，尤其是在空戰時常面臨的高速、高負載環境中。目前的頭盔顯示器基本使用5種方法追蹤飛行員頭部的運動：慣性、光學感測、電磁感測、聲波感測和複合式。複合式追蹤系統使用慣性和光學感測等組合來提高追蹤精度、更新率和降低延遲。
慣性/光學複合式追蹤
複合式追蹤系統使用靈敏的慣性測量單元和光學感測器為飛機提供參考點資訊，雖然較先進的慣性測量單元會採用微機電系統技術而獲得高達1,000赫茲的更新率，但系統仍會逐漸受到進動和漂移的影響而累積誤差，因此不能單獨使用。複合式追蹤系統的光學感測器可用於限制慣性測量單元的漂移現象，因此使複合式追蹤器具有低延遲和高精度的特性。達利斯集團的蠍式頭盔顯示器由該集團旗下的交感（InterSense）科技公司開發，稱為“混合光學慣性追蹤器”（HObIT, Hybrid Optical-based Inertial Tracker）。
光學感測
光學感測系統通過在頭盔和駕駛艙內設置紅外線發射器和感測器，來測量飛行員頭部於駕駛艙內的位置，缺點是視野有限以及容易被陽光或其他熱源干擾。米格-29戰鬥機就採用了這項技術輔助使用R-73飛彈。颱風戰鬥機和JAS 39獅鷲戰鬥機上使用的Cobra都採用丹尼爾光電公司（現為蔡司公司的一部分）開發的光學追蹤系統。
電磁感測
電磁感測系統利用電磁感應原理，在駕駛艙中設置交變的磁場，並在頭盔中設置電磁線圈，然後頭盔在多個三維空間軸上的運動便會產生交流電，並可根據電壓變化算出頭盔的運動情形。該技術需要對駕駛艙進行精確的磁場測繪，並分析座椅、駕駛艙和座艙蓋中的導電材料，以減少測量中的角度誤差。
聲波感測
聲波感測系統使用超音波感測器來監測飛行員的頭部位置，同時透過電腦軟體從多個座標軸實時更新定位。此系統的典型工作頻率在5萬至10萬赫茲範圍內。

### 光學影像
較舊的頭盔顯示器通常採用嵌入頭盔中的小型陰極射線管和光學器件，以將符號影像投射到飛行員的面罩或標線上。現代的頭盔顯示器已轉而採用矽基液晶或液晶顯示器等微型顯示器以及LED光源來產生顯示影像。更先進的頭盔顯示器還可以投射前視紅外線系統或夜視鏡所觀測到的影像。最近的一項改進是顯示多種顏色符號和播放影片於顯示器上的功能。

## 型號

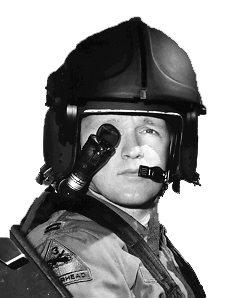
IHADSS頭盔顯示器

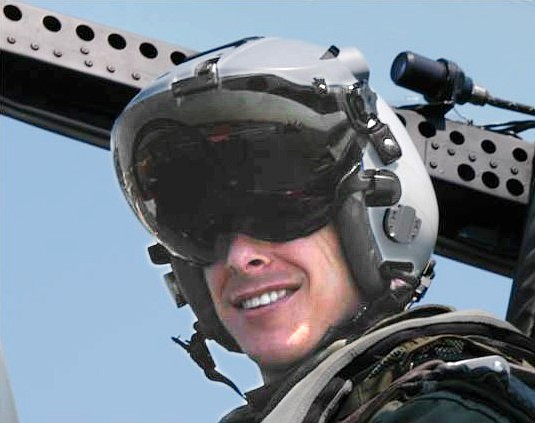
JHMCS頭盔顯示器

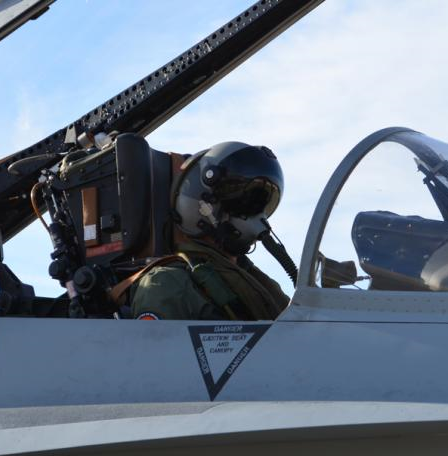
裝備蠍式頭盔顯示器的飛行員

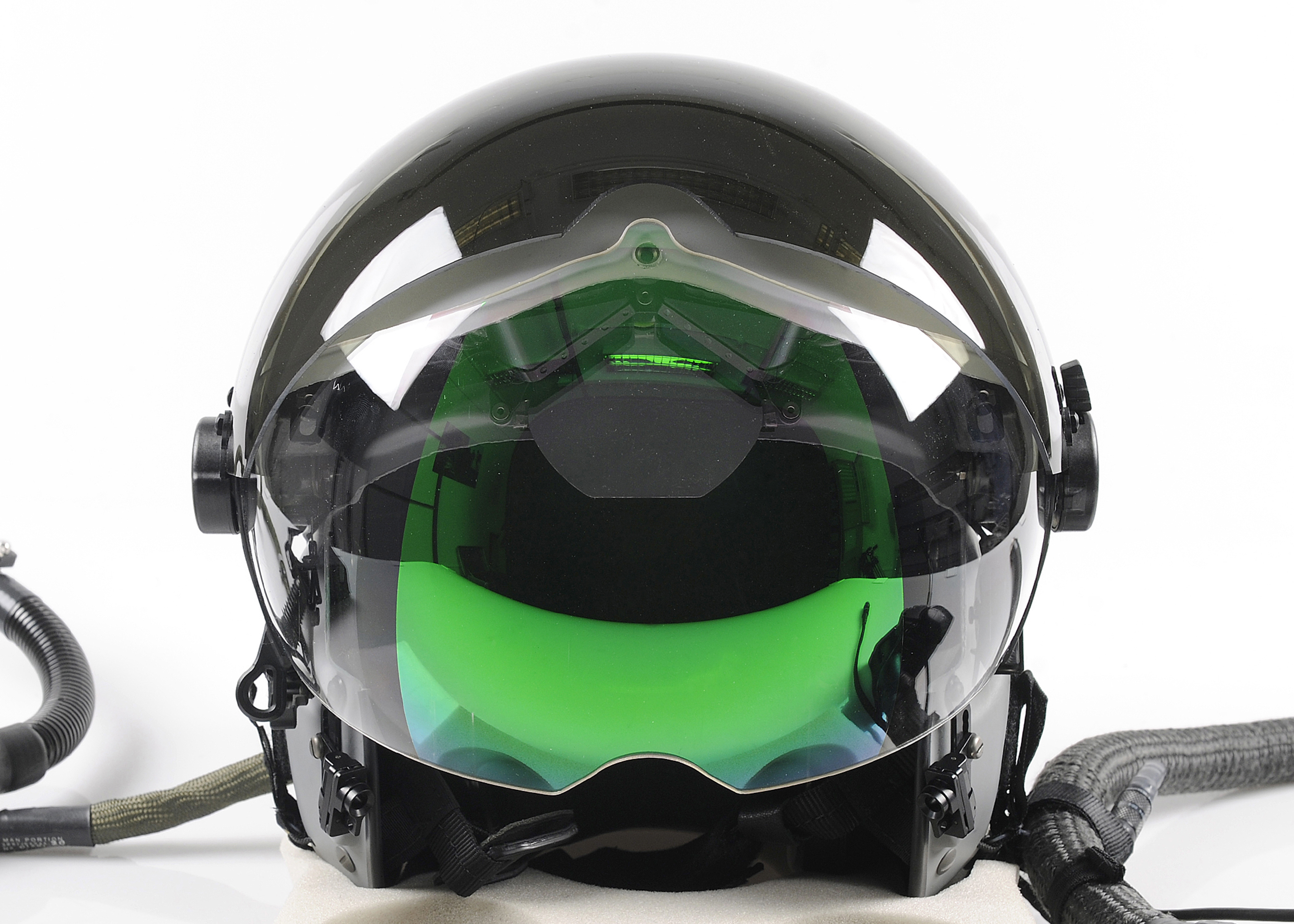
HMSS頭盔顯示器

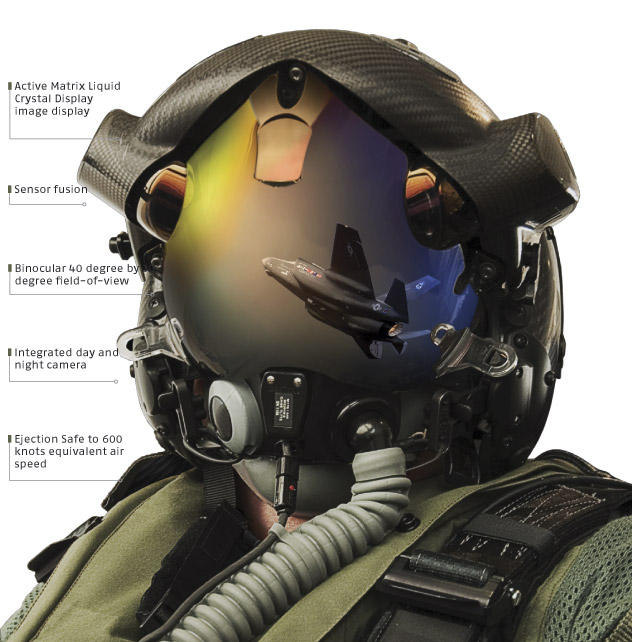
HMDS頭盔顯示器

以下頭盔顯示器型號根據其獲得初始作戰能力的時間先後排序。
集成頭盔和顯示瞄準系統（IHADSS）
集成頭盔和顯示瞄準系統（Integrated Helmet And Display Sight System）是美國陸軍於1985年部署在AH-64阿帕契直升機的系統，其採用了多種新技術，使頭盔顯示器的功能大幅擴展，可在頭盔和顯示瞄準系統之間產生視覺耦合介面。霍尼韋爾生產的M142 IHADSS具有40°×30°的視野範圍及單眼顯示器。頭盔上安裝的紅外線發射器可用於操控安裝在機頭的可旋式熱成像儀，同時此顯示器也具備夜間導航功能。IHADSS也可用於義大利的奧古斯塔A129野馬直升機。
謝爾-3UM/ZSh-5（Shchel-3UM/ZSh-5）
謝爾-3UM（俄语：Щель-3УМ）是俄羅斯設計的ZSh-5系列頭盔（以及後來的ZSh-7頭盔），主要用於蘇愷-27戰鬥機及米格-29戰鬥機，並用於輔助R-73飛彈瞄準，從而顯著提高了這兩款戰鬥機的纏鬥能力。
頭盔顯示瞄準器（DASH）
頭盔顯示瞄準器（Display and sight helmet）是以色列埃爾比特系統於20世紀80年代中期開始開發的型號，當時以色列空軍正協商採購F-15鷹式戰鬥機和F-16戰隼戰鬥機。第一代型號於1986年左右投入生產，而第三代頭盔則在20世紀90年代初期至中期投入生產，另外第三代型號也是第一款正式實現量產裝備的現代化西方頭盔顯示器，主要部署在以色列軍F-15和F-16戰機上。此外，DASH也用於F-5戰鬥機和F/A-18黃蜂式戰鬥攻擊機，並成為美國JHMCS的技術基礎。
第三代DASH採用全嵌入式設計，頭盔內裝有完整的光學和位置感測線圈，並使用球形護目鏡為飛行員提供準直處理後的圖像。顯示器由一條可快速斷開電線供電，並將視訊驅動訊號傳送到頭盔的陰極射線管。DASH透過MIL-STD-1553B匯流排與飛機的武器系統緊密整合。最新型號的第四代DASH目前整合在印度的光輝戰鬥機上。
聯合頭盔提示系統（JHMCS）
聯合頭盔提示系統（Joint Helmet-Mounted Cueing System）是美國為了AIM-9X響尾蛇飛彈而生產列裝的系統，於2003年11月首先裝備給阿拉斯加埃爾門多夫空軍基地的第12和第19戰鬥機中隊。美國海軍首先研究將JHMCS與F/A-18C黃蜂式戰鬥攻擊機整合，但最後則是F/A-18E/F超級大黃蜂式打擊戰鬥機首先裝備此系統。美國空軍也將此系統裝備於F-15C鷹式戰鬥機、F-15E打擊鷹式戰鬥轟炸機和F-16C戰隼戰鬥機上。
JHMCS是第三代DASH和凱薩靈眼頭盔顯示器（Kaiser Agile Eye HMD）的衍生產品，由罗克韦尔柯林斯和埃爾比特系統組成的國際視覺系統（Vision Systems International，現歸罗克韦尔柯林斯所有）合資公司開發。波音公司將此系統整合到F/A-18黃蜂式戰鬥攻擊機中，並於財政年度2002年開始生產交付。JHMCS可用於F/A-18A++/C/D/E/F戰鬥攻擊機、F-15C/D/E/S/K/SA/QA/EX戰鬥機，以及F-16 Block 40/50戰鬥機，且對於所有使用此系統的平台皆有95%的通用性。
與內嵌到頭盔內的DASH不同，JHMCS的裝置部件可安裝在改裝後的HGU-55/P、HGU-56/P或HGU-68/P飛行頭盔。JHMCS採用更新、更快的數位處理包，但保留了與DASH相同類型的電磁感測定位系統。其使用之陰極射線管的功能更強大，但仍只能呈現單色手寫體的符號。JHMCS支援光柵掃描影像以顯示夜間操作的前視紅外線系統及紅外線搜尋追蹤系統的圖像，並向飛行員提供準直符號。
當與AIM-9X響尾蛇飛彈結合使用時，JHMCS可以向飛彈指定攻擊飛機機頭兩側80°範圍內的目標。2009年3月，澳洲皇家空軍的F/A-18黃蜂式戰鬥機使用JHMCS示範其對位於發射飛機後方的目標進行發射後鎖定攻擊並取得成功。
塔戈Ⅱ型（TARGO-Ⅱ）
塔戈Ⅱ型頭盔顯示器是以色列埃爾比特系統為陣風戰鬥機開發的系統。
整合頭盔瞄準器/蠍式（HMIT/Scorpion）
整合頭盔瞄準器（Helmet Mounted Integrated Targeting）是2010年美國為了讓美國空軍、空軍國民兵和空軍預備役裝備頭盔顯示器而提出的採購項目。2008年，達利斯集團推出了蠍式頭盔顯示器，並贏得了該起採購案。HMIT系統於2012年完成測試並裝備於A-10雷霆二式攻擊機及F-16戰鬥機。2018年起，HMIT開始經歷一次裝備升級，原本用於追蹤頭部運動的交流電線圈感測器被改成慣性/光學複合式追蹤系統，該複合式追蹤系統由達利斯集團的交感科技公司開發並於2014年完成測試。
蠍式頭盔顯示器的獨特之處在於它是實際被部署列裝的第一款可顯示全彩共形符號系統的頭盔顯示器，可以與飛機任務系統同時使用，並用於指定瞄準吊艙、各式機載感測器及飛彈等武器系統的攻擊目標。另外如果指定的目標脫離視線或被遮擋，蠍式也能在螢幕上顯示目標的視覺化位置圖標。與大部分需客製化設計頭盔的系統不同，蠍式頭盔顯示器可直接安裝於標準HGU-55/P、HGU-68/P飛行頭盔，且與美國的標準航空裝備完全相容，無需額外的適配工作。蠍式頭盔顯示器也與AN/AVS-9全景夜視鏡完全相容，使飛行員能在顯示器符號介面中使用夜視功能。
蠍式頭盔顯示器的光學系統使用新型導光技術光學元件（LOE, light-guide optical element），可為飛行員提供彩色準直影像。飛行員可自行調整顯示器於頭盔上的位置，從而無需客製化頭盔設計或是將頭盔牢牢固定於頭部，且內建的軟體可校正適應影像的顯示位置，以為飛行員提供準確的影像。當飛行員彈射出座機時，頭盔顯示器可拉下一面防護面罩以保護飛行員面部及顯示器。除了A-10攻擊機和F-16戰鬥機外，蠍式頭盔顯示器也裝備於美國AC-130W螫刺II式空中砲艇、F-22猛禽戰鬥機、戰術空中支援公司的F-5AT戰鬥機、法國空軍的陣風F4型戰鬥機和西班牙空軍的EF-18黃蜂式戰鬥攻擊機。
AVCI HICS
AVCI頭盔整合提示系統（Helmet Integrated Cueing System）是土耳其的阿瑟爾桑國防工業開發的一種與法國TopOwl類似的裝備。AVCI預計將用於T-129攻擊直升機。
TopOwl-F
TopOwl是法國為陣風戰鬥機和幻象2000戰鬥機裝備以輔助使用雲母飛彈的頭盔顯示器。早期的Topsight型號由達利斯集團旗下的六分儀航電公司（Sextant Avionique）開發，採用電磁感測模式偵測頭部運動，可為飛行員的右眼提供20°視角的顯示器介面，並根據目標和飛機的參數產生手寫體的符號。此型號採用全嵌入式設計，其設計外型盡可能為飛行員提供完全無障礙的視野。TopNight是Topsight的衍生型號，專為惡劣天氣和夜間空對地作戰而設計，採用更複雜的光學元件來投射覆蓋符號系統的紅外線影像。目前Topsight的最新版本為TopOwl-F，與幻象2000-5 Mk2戰鬥機和米格-29K戰鬥機的航電系統相容。
頭盔符號系統（HMSS）
頭盔符號系統（Helmet-Mounted Symbology System）是貝宜系統和皮爾金頓集團股份為歐洲戰機公司的颱風戰鬥機開發的頭盔顯示器，能夠顯示光柵準直圖像和手寫體符號系統，並具有內嵌式夜視鏡。HMSS採用紅外線光學感測來定位頭部，確保代表外部世界實體的符號的移動與飛行員的頭部運動一致。
頭盔顯示系統（HMDS）
頭盔顯示系統（Helmet-Mounted Display System）是國際視覺系統與頭盔整合系統有限公司（Helmet Integrated Systems Ltd.）為F-35閃電II戰鬥機開發的頭盔顯示器，初始及後續型號被稱為前鋒（Striker）及前鋒Ⅱ型頭盔顯示器。除了頭盔顯示器的標準功能外，HMDS還可借助F-35戰鬥機先進的航電系統，在白天或夜間條件下為飛行員提供清晰的外界影像及座機參數。因此，F-35戰鬥機是50年來第一架無需裝備抬頭顯示器的戰鬥機。頭盔顯示系統於2014年7月測試完成並開始投入使用。
傑德耶（Jedeye）
傑德耶是埃爾比特系統為AH-64阿帕契直升機等旋翼機開發的頭盔顯示器，具有夜視功能及提高飛行員於沙盲環境下飛行的能力。傑德耶具有70°×40°的廣角視野及2250×1200像素的解析度。
眼鏡蛇（Cobra）
眼鏡蛇頭盔顯示器是瑞典裝備於JAS 39C/D獅鷲戰鬥機的系統，是貝宜系統與丹尼爾·奇姆路斯（Denel Cumulus）合作為HMDS作進一步研發和改進後的產品。

### 引文
1. ↑  Kocian & Task 1995.
2. ↑  Rash 2001.
3. ↑  Rash et al. 2010.
4. ↑  Vogel, Schultz & Schultz 2004，第9頁.
5. ↑  . Time. 13 April 1962  [20 August 2024]. （原始内容存档于2021-04-27） （英语）.
6. ↑  . Popular Electronics. July 1962  [20 August 2024]. （原始内容存档于2024-11-24） （英语）.
7. ↑  . Best-of-flightgear.dk.   [2024-04-30]. （原始内容存档于2024-05-03）.
8. ↑  . Best-of-flightgear.dk.   [2010-08-20]. （原始内容存档于2024-12-02）.
9. ↑  Rash, Clarence E.; Martin, John S.  (报告). Army Aeromedical Research Lab Fort Rucker. August 1988  [31 January 2010]. （原始内容存档于27 February 2012）.
10. ↑  .   [20 August 2024]. （原始内容存档于2024-11-13） （英语）.
11. ↑  . Asian Military Review. 26 November 2020  [22 April 2021]. （原始内容存档于2024-12-06）.
12. ↑  Dunnigan, James. . StrategyPage. 12 September 2015  [22 April 2021]. （原始内容存档于2023-04-05）.
13. 1 2 3  . U.S. Army Aeromedical Research Laboratory. 2009. ISBN 978-0-6152-83753. （原始内容存档于2012-03-03） （英语）.
14. ↑  Vogel, Schultz & Schultz 2004，第10頁.
15. ↑  Atac, Robert; Foxlin, Eric. Marasco, Peter L.; Havig, Paul R. , 编.  8735: 873502. 16 May 2013. S2CID 120186142. doi:10.1117/12.2012194 （英语）.
16. ↑  . www.thalesvisionix.com.   [2018-09-30]. （原始内容存档于2020-02-21） （美国英语）.
17. ↑  . www.intersense.com. 2 October 2017  [2018-09-22]. （原始内容存档于2025-01-25） （英语）.
18. ↑  . Saab.   [12 July 2011]. （原始内容存档于2012-03-29）.
19. ↑  . 27 March 2007  [12 July 2011]. （原始内容存档于2024-12-02）.
20. 1 2  Air Power Australia. . Ausairpower.net.   [2010-08-20]. （原始内容存档于2007-02-27）.
21. ↑  . Stinet.dtic.mil.   [2010-08-20]. （原始内容存档于2012-02-27）.
22. ↑  . Nationalmuseum.af.mil. 1977-10-06  [2010-08-20]. （原始内容存档于2010-08-12）.
23. ↑  . Sci.fi.   [2010-08-20]. （原始内容存档于2011-05-14）.
24. ↑  . Airforce-technology.com. 1995-05-24  [2010-08-20]. （原始内容存档于2024-10-09）.
25. ↑  . Vsi-hmcs.com.   [2010-08-20]. （原始内容存档于2010-08-03）.
26. ↑  . Vsi-hmcs.com.   [2010-08-20]. （原始内容存档于2010-08-03）.
27. ↑  . Your Industry News. 2009-03-09  [2009-03-10]. （原始内容存档于2016-10-07）.
28. ↑  . Elbit Systems.   [2024-08-23]. （原始内容存档于2024-10-03）.
29. ↑  . June 2021  [2024-08-23]. （原始内容存档于2025-01-28）.
30. ↑  . The Engineer. 19 July 2010  [2018-09-23]. （原始内容存档于2021-05-08） （英语）.
31. ↑  Cenciotti, David. . The Aviationist. 2018-12-13  [2018-12-14]. （原始内容存档于2025-01-26） （美国英语）.
32. ↑  Atac & Bugno 2011，第182-188頁.
33. ↑  D'Urso, Stefano. . The Aviationist. 2019-09-10  [2019-10-08]. （原始内容存档于2025-03-07） （美国英语）.
34. ↑  Axe, David. . The National Interest. 2019-10-06  [2019-10-08]. （原始内容存档于2025-01-23） （英语）.
35. ↑  . www.intersense.com.   [2018-09-23]. （原始内容存档于2025-04-11） （英语）.
36. ↑  Atac et al. 2014，第172-181頁.
37. ↑  Atac 2010，第18-24頁.
38. ↑   (PDF).   [2024-08-23]. （原始内容存档 (PDF)于2024-06-20）.
39. ↑  . Airforce Technology. 2010-07-21  [2018-09-23] （英国英语）.
40. ↑  . www.thalesvisionix.com.   [2018-09-23]. （原始内容存档于2020-02-21） （美国英语）.
41. ↑  Hunter, Jamie. . The Drive. 18 August 2020  [2021-12-21]. （原始内容存档于2023-06-08） （英语）.
42. ↑  Tyler Rogoway. . The Drive. 8 February 2022  [2022-02-09]. （原始内容存档于2023-09-22） （英语）.
43. ↑  Tyler Rogoway. . www.twz.com. 16 March 2020  [24 August 2024]. （原始内容存档于2021-06-13） （英语）.
44. ↑  Helen Chachaty. . Aviation Week. 19 October 2023  [24 August 2024]. （原始内容存档于2024-08-24） （英语）.
45. ↑  . www.airforce-technology.com. 12 May 2016  [2021-12-21]. （原始内容存档于2025-01-23）.
46. ↑  . Monch.com.tr.   [2010-08-20]. （原始内容存档于2009-09-07）.
47. ↑  . www.thalesgroup.com.   [24 August 2024]. （原始内容存档于2023-08-08） （英语）.
48. ↑  . www.baesystems.com.   [24 August 2024]. （原始内容存档于2024-12-13） （英语）.
49. ↑  . Rockwell Collins. 10 April 2007. （原始内容存档于16 May 2007）.
50. ↑  . JSF.mil. F-35 Joint Strike Fighter Program.   [2010-08-20]. （原始内容存档于2012-05-06）.
51. ↑  SEAN GALLAGHER. . Ars Technica. 2014-07-24  [2024-08-24]. （原始内容存档于2025-04-07）.
52. ↑  . www.elbitamerica.com.   [24 August 2024]. （原始内容存档于2025-03-23） （英语）.
53. ↑  . SAAB CORPORATE. 17 June 2003. （原始内容存档于17 August 2016）.
54. ↑  . （原始内容存档于2021-03-21）.

### 書目
- Atac, Robert. . Marasco, Peter L.; Havig, Paul R.  (编).  7688. International Society for Optics and Photonics. 5 May 2010. S2CID 120094908. doi:10.1117/12.849287 （英语）.
- Atac, Robert; Bugno, Tony. . Marasco, Peter L.; Havig, Paul R.  (编).  8041. International Society for Optics and Photonics. 1 June 2011  [2024-08-23]. ISBN 9780819486158. S2CID 121603702. doi:10.1117/12.884195. （原始内容存档于2023-04-05） （英语）.
- Atac, Robert; Spink, Scott; Calloway, Tom; Foxlin, Eric. . Desjardins, Daniel D.; Sarma, Kalluri R.; Marasco, Peter L.; Havig, Paul R.; Browne, Michael P.; Melzer, James E.  (编).  9086. International Society for Optics and Photonics. 13 June 2014. S2CID 121689580. doi:10.1117/12.2050363 （英语）.
- Kocian, Dean F.; Task, H. Lee. . Barfield, Woodrow; Furness, Thomas A.  (编). . Oxford University Press. 1995. ISBN 0-19-507555-2 （英语）.
- Rash, Clarence E. . Rash, Clarence E.  (编). . U.S. Army Medical Research and Materiel Command. 2001. ISBN 9780819439161 （英语）.
- Rash, Clarence E.; Russo, Michael B.; Letowski, Tomasz R.; Schmeisser, Elmar T. . Fort Rucker AL: U. S. Army Aeromedical Research Laboratory. 2010. ISBN 9780615283753 （英语）.
- Vogel, James R.; Schultz, Marian C.; Schultz, James T. . Air & Space Power. 2004, 18 (1). ISSN 1555-385X （英语）.